# Kaio Pantaleão
Kaio Fernando da Silva Pantaleão (sinh ngày 18 tháng 9 năm 1995), hay Kaio, là một cầu thủ bóng đá người Brasil thi đấu ở vị trí tiền vệ phòng ngự cho C.D. Santa Clara theo dạng cho mượn từ Associação Ferroviária de Esportes.

## Sự nghiệp
Sinh ra ở Araraquara, Brasil, Kaio là sản phẩm của hệ thống trẻ Ferroviária. Ngày 22 tháng 7 năm 2017, anh ra nước ngoài, gia nhập Santa Clara với hợp đồng cho mượn 1 năm. Anh có màn ra mắt cho Azorean vào ngày 13 tháng 8 năm 2017, trong chiến thắng 2-1 trên sân nhà trước Sporting da Covilhã.